# Schwarzbrust-Rußmeise
Die Schwarzbrust-Rußmeise (Melaniparus fasciiventer, Syn.: Parus fasciiventer) ist eine Vogelart aus der Familie der Meisen (Paridae).

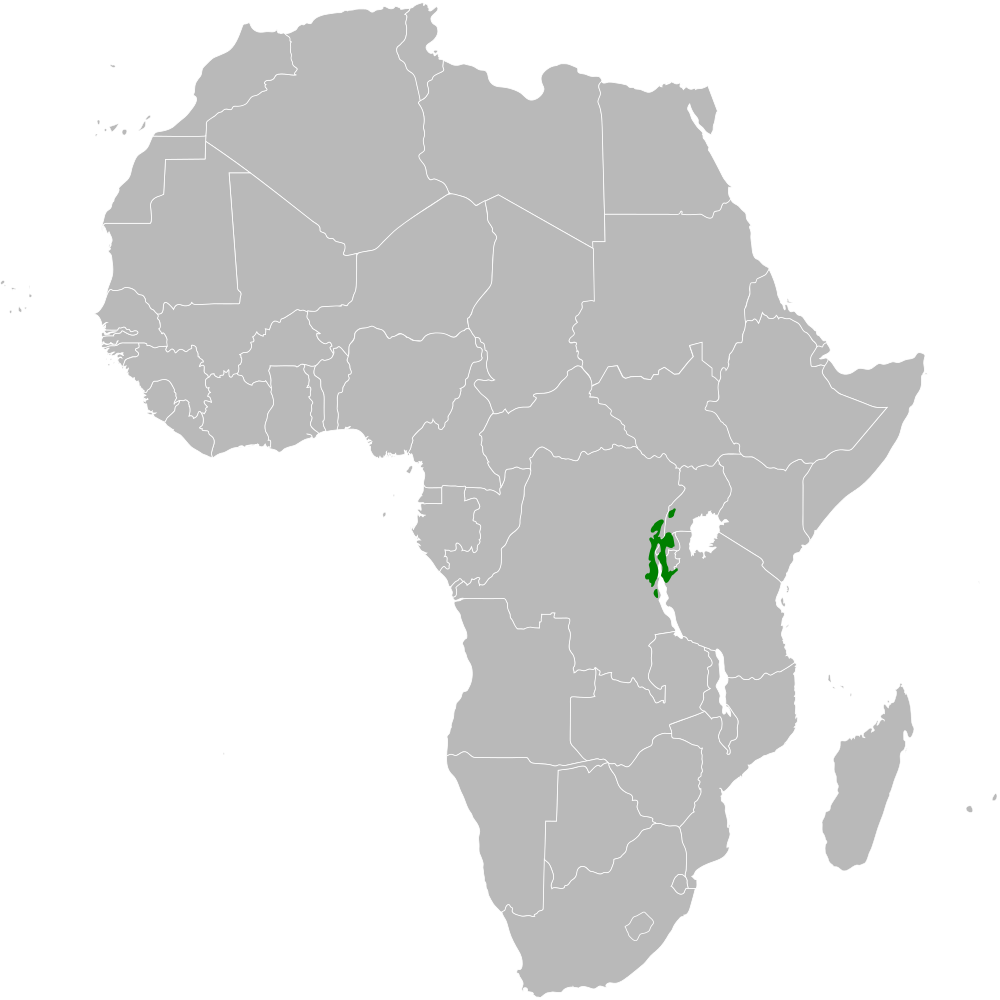
Verbreitungsgebiet der Schwarzbrust-Rußmeise

Der Vogel ist endemisch in den Bergen des Albert-Grabens (Albertine Rift) im westlichen Teil des Ostafrikanischen Grabens und kommt in Burundi, in der Demokratischen Republik Kongo, in Ruanda und Uganda vor.
Der Lebensraum umfasst Bergwald mit Bambus und gut ausgebildetem Unterholz, auch Baumheide und Galeriewald von 1800 bis 3400 m Höhe.
Der Artzusatz kommt von lateinisch fascia ‚Band, Streifen‘ und lateinisch venter ‚Bauch‘.
Diese Meise ist ein Standvogel.

## Merkmale
Die Art ist 11–14 cm groß und wiegt 14–15 g. Es ist eine ziemlich große Meise mit Schwarz am Kopf bis Nacken, breit über Gesicht, Ohrdecken, über Kinn, Kehle, Hals zur Brust mittig ziehend. Ansonsten ist sie überwiegend dunkelgrau, die Oberseite ist grau mit etwas blassem Braun und schwarz mit weißen Flügelbinden. Die Spitzen der längsten Oberschwanzdecken haben schwärzliche Spitzen, der Schwanz ist schwarz mit weißen Spitzen und weißen Rändern. Die Flügeldecken sind schwarz mit weißen Spitzen, die Flugfedern sind schwarz oder schwärzlich-grau. Das Weiß bildet eine kleine Flügelbinde. Die seitliche Brust, die Flanken und die Unterschwanzdecken sind weiß, blasser oder bräunlicher an den Flanken. Die Iris ist rötlich-braun bis dunkelbraun, der Schnabel ist schwarz, die Beine sind bläulich-grau bis schiefergrau oder grünlich. Beim Weibchen sind Kopf und Brust etwas brauner als beim Männchen.
Jungvögel sind brauner mit schwärzlichen Federansätzen an Kehle, Nackenseiten und oberer Brust, an den Flanken gelblich überhaucht, die Schwanzspitzen tragen weniger Weiß.
Die Art ähnelt der Zimtbauch-Rußmeise (Melaniparus pallidiventris), hat aber eine weiße Unterseite mit schwarzem Mittelstreifen. An den Waldrändern kann die Einfarb-Rußmeise (Melaniparus funereus) zusammen mit ihr vorkommen, die aber gänzlich tiefschwarz ist.

## Geografische Variation
Es werden folgende Unterarten anerkannt:
- M. f. fasciiventer (Reichenow, 1893), Nominatform – Ruwenzori-Gebirge, Westruanda und Westburundi
- M. f. tanganjicae (Reichenow, 1909) – Itombwe-Gebirge im Osten der Demokratischen Republik Kongo und Nyungwe-Wald in Ruanda, das Männchen ist von Kopf bis Brust brauner mit deutlicherer kleinen schwarzen Kopfkappe, mit schwärzlich-grauem Kehlfleck, die Unterseite hat mehr gelbbraune Färbung
- M. f. kaboboensis (Prigogine, 1957), – Kabobo-Gebirge im Osten der Demokratischen Republik Kongo, Oberseite deutlicher bläulich-grau, Unterseite dunkler grau mit Ausnahme der weißeren Unterschwanzdecken

## Stimme
Der Ruf des Männchens wird als sanftes „whit“ oder „whip“, als scharfes „chit“ oder „tit“, auch als tieferes „dzerr“, kratziges „grrr“ oder trillerndes „tititirrrrrrrr“ beschrieben, auch als längere Folgen wie „tititi-grr-ti-grr“ oder „chit-chit-char-char, pseeet char-char, chi-chit-char, chit-chit-char-char…“, meisenartig, aber sanfter und gedämpfter.

## Lebensweise
Die Nahrung besteht vermutlich aus kleinen Wirbellosen und Larven, die Küken werden hauptsächlich mit Raupen gefüttert. Gejagt wird meist in kleinen bis mittelgroßen Gruppen, gelegentlich auch in gemischten Jagdgemeinschaften mit Einfarb-Rußmeisen (Melaniparus funereus) und Brillenvögeln (Zosteropidae) vorzugsweise in mittlerer Baumhöhe und in den Wipfeln.
Die Brutzeit ist nicht dokumentiert. Die Art kann bis zu 4 Gelege im Jahr legen, wobei jeweils nur 1–2 Küken durchkommen, wodurch sich eine Reproduktionsrate von 3 Küken pro Weibchen ergibt, weniger als die Hälfte der europäischen Kohlmeise (Parus major), aber doppelt so viel wie die südafrikanischen Artgenossen, die nur einmal im Jahr brüten. Die Brutdauer liegt bei 15 Tagen, die Küken werden etwa 23 Tage versorgt, die Fütterung erfolgt im Vergleich zur Kohlmeise wesentlich langsamer, die Küken wachsen langsamer und bleiben 20 % länger im Nest. Häufig gibt es Bruthelfer.

## Gefährdungssituation
Der Bestand gilt als „nicht gefährdet“ (Least Concern).